# Нормована алгебра
В математиці нормована алгебра A — алгебра над полем з суб-мультиплікативною нормою:
{\displaystyle \forall x,y\in A\quad \|xy\|\leq \|x\|\|y\|} — нерівність трикутника для операції множення.